# 11823 Christen
11823 Christen è un asteroide della fascia principale. Scoperto nel 1981, presenta un'orbita caratterizzata da un semiasse maggiore pari a 2,3702204 UA e da un'eccentricità di 0,2476015, inclinata di 4,87149° rispetto all'eclittica.